# British Nationality Act 1948
Der British Nationality Act 1948 (11 & 12 Geo. 6 c. 56) stellte eine grundlegende Neuregelung des Rechts der britischen Staatsbürgerschaft dar, zu einer Zeit als man das Empire aufzulösen begann. Man setzte die Vorschläge der Commonwealth Conference 1947 um, die den Dominions empfohlen hatte eigene Staatsangehörigkeiten zu schaffen.
Die Vorschriften von 1914 hinsichtlich der Einbürgerung und Aufgabe blieben im Kern unverändert. Die Wartefrist lag bei fünf Jahren innerhalb der letzten acht.
Das Gesetz, das zum 1. Januar 1949 in Kraft trat, wurde fast vollständig durch den British Nationality Act 1981 aufgehoben. Bereits vorher hatte man die Rechte der CUKCs ohne direkte Bindung an das Vereinigte Königreich stark eingeschränkt.

## Geltungsbereich
Der Ausdruck “Citizen of the United Kingdom and Colonies” (CUKC) war anfangs nur als Synonym für “British subject” geprägt worden, um Sensibilitäten der Südasiaten Rechnung zu tragen.
Im §1 war bestimmt worden, dass alle, die die Staatsangehörigkeit eines Dominions innehaben, allein dadurch auch britische Untertanen sind. Wer in einer Kolonie nur nach lokalem Recht eingebürgert worden war – eine Praxis, die in der Zwischenkriegszeit immer seltener vorkam – wurde nun automatisch Brite.
Man unterschied nun zwischen Citizenship of the United Kingdom and Colonies (CUKC), einer einheitlichen Staatsbürgerschaft für das UK und die Kolonien sowie Citizenship of independent Commonwealth countries – also zuvorderst der Dominions. Zu den CUKC gehörten nun auch alle, die als Schutzgenossen (“protected persons”) oder Angehörige der Mandatsgebiete unter britischer Herrschaft gestanden hatten. Iren und Schutzgenossen wurden als Nicht-Ausländer definiert. Es blieben noch wenige Gruppen für die der Status des Schutzgenossen weiter bestand. Diesen Personenkreis definierte eine Order-in-Council. Ihnen war die Einbürgerung erleichtert.
Für Personen mit (noch) unbestimmter Staatsangehörigkeit in der Übergangszeit, bis die Dominions eigene Regelungen trafen, gab es die Bezeichnung “British subjects without citizenship”. Dieser unsichere Status sollte nur wenige Monate bestehen, aufgrund verschiedensten Umstände fielen jedoch gut 450.000 Menschen durch das Netz (davon 400.000 Tamilen in Ceylon, teils bis 1982). Von den 1981 umdefinierten de facto staatenlosen “British subjects” erhielten 2020 noch 795 entsprechende Pässe, rund 34000 hatte ein Daueraufenthaltsrecht im Mutterland.
Erst seit dem Austritt aus dem Commonwealth am Ostersonntag 1948 betrachtete man in London die Irische Republik als wirklich unabhängigen Staat. Irischerseits hatte man jedoch das Staatsangehörigkeitsgesetz 1935 schon erlassen.
Für die Nachfolgestaaten Britisch-Indiens und Ceylon galt die Übergangsbestimmung, dass deren Bewohner zunächst “British subjects” blieben, bis eigenen Staatsangehörigkeitsgesetze ergingen. Dies erfolgte für Pakistan 1952 und Indien 1950/5.

## Neuerungen
Ein erster Schritt zur Gleichberechtigung war die neue Regel, dass Frauen bei Ausländerheirat ihre britische Staatsbürgerschaft nicht mehr verloren, auch dann nicht wenn sie dadurch (zugleich) die ihres Ehemannes erhielten. Frauen, bei denen aufgrund älterer Gesetze Verlust eingetreten war, galten ab Inkrafttreten des Gesetzes automatisch wieder als Britinnen.

Ebenso aufgehoben wurde für einheiratende Ausländerinnen die automatische Einbürgerung. Sie erhielten nun nur noch einen Rechtsanspruch auf Erwerb der Staatsbürgerschaft durch Registrierung.
Retroaktiv wirkte die Bestimmung, dass im Ausland geborene (“by descent”) und bei Konsulaten gemeldete Kinder, die nach Erreichen der Volljährigkeit es unterlassen hatten ihre Absicht zu erklären, die britische Staatsbürgerschaft zu behalten, diese deshalb verloren (hatten).
Der automatische Verlustgrund bei Annahme einer fremden Staatsbürgerschaft wurde abgeschafft, stattdessen war nun eine ausdrückliche Verzichtserklärung notwendig.
Personen, die als Minderjährige nur deshalb ihren Status als British Subject verloren hatten, weil sie zusammen mit ihren Eltern automatisch die Staatsbürgerschaft gewechselt hatten, durften durch Erklärung (innerhalb eines Jahres) ihren ehemaligen Status wieder aufleben lassen.
Die erst seit 1926 mögliche Vaterschaftsanerkennung gemäß dem Legitimation Act, 1926 hatte bisher keine Auswirkung auf die Staatsangehörigkeit des, notwendigerweise im Ausland geborenen, Kindes gehabt. Nun wurde es durch die Anerkennung Brite und somit ehelich Geborenen gleichgestellt.

Unehelichen Kindern blieb die Staatsbürgerschaft ab Geburt verwehrt (bis 1983).
Die Aberkennung (Ausbürgerung) hatte keine Auswirkung auf Frau oder Kinder. Sie blieb weiterhin möglich bei Erschleichung der Einbürgerung durch Falschangaben oder wenn der Betroffene „Abneigung“ oder „Treulosigkeit“ gegenüber der Krone zeigte oder mit einem Feind in Kriegszeiten Handel trieb. Sie konnte ebenfalls erfolgen, wenn nach 7-jährigem Aufenthalt im Ausland die vorgeschriebene jährliche Meldung beim zuständigen Konsulat nicht erfolgt war.

### Registrierung
Neu war die Einbürgerung durch Registrierung, für die nur in wenigen Fällen der Treueeid geleistet werden musste. Anspruch darauf hatten
- im Vereinigten Königreich ansässige Iren.
- Nachfahren im Ausland geborener und lebender Briten (also “by descent”).
- ausländische Ehefrauen eines britischen Untertanen.

Im Ermessen der Behörden stand die Registrierung, wenn eine Wiedereinbürgerung vorlag oder bei minderjährigen Kindern.
Registrierung von Verzichtserklärungen waren möglich für CUKCs, die eine andere Staatsangehörigkeit (auch eines Commonwealth-Landes) hatten. Sie konnte in Kriegszeiten abgelehnt werden.

## Gliederung
Part I British Nationality
- Allgemeine Definitionen

Part II Citizenship of the United Kingdom and Colonies
- Erwerb durch Geburt, Abstammung, Einbürgerung, Registrierung, Staatensukzession usw. (Seit 1950 auch bei Adoption.)
- Verlust durch Aufgabe, Staatensukzession usw.
- Übergangsbestimmungen

Part III Ergänzend
- Vaterschaftsanerkennungen, Geburten nach Tod des Vaters
- Urkundenvorschriften, Strafbestimmungen, Verordnungsermächtigungen

Anhänge (Schedules)
1. Form des Treueeids
2. Einbürgerungsvoraussetzungen: zwölf Monate durchgehender Aufenthalt vor Antragstellung, dazu vier Jahre innerhalb der letzten sieben irgendwo im Empire; guter Charakter; Sprachkenntnisse. Für Schutzgenossen lediglich zwölf Monate Aufenthalt. Hinsichtlich der Wartezeiten konnte nun auch der Aufenthalt in einem Mandatsgebiet anerkannt werden.
3. Ergänzende Vorschriften zu §13: “British subjects whose citizenship has not been ascertained at the commencement of this Act.”
4. Aufgehobene und geänderte Gesetze und Verordnungen: British Nationality and Status of Aliens Act 1914, §§ 1–16; die meisten gleichnamigen Änderungsgesetze ganz. Auch die Vorschrift, dass direkte Nachfahren von Sophie von Hannover (4 & 5 Anne, c. 16) ab Geburt britische Untertanen seien wurde aufgehoben.  Ansonsten wurde in vielen Vorschriften lediglich der Ausdruck “natural born” gestrichen.